# Notodelphys aurantiaca
Notodelphys aurantiaca is een eenoogkreeftjessoort uit de familie van de Notodelphyidae. De wetenschappelijke naam van de soort is voor het eerst geldig gepubliceerd in 1971 door Stock.